# Побірченко Наталія Семенівна
Побірченко Наталія Семенівна (нар. 16 серпня 1947, Корсунь-Шевченківський Черкаської області, УРСР)  — ректор Уманського державного педагогічного університету імені Павла Тичини (2010—2014), завідувач кафедри соціальної педагогіки та історії педагогіки, доктор педагогічних наук, професор, член-кореспондент НАПН України.

## Біографія
Народилася 16 березня 1947 року в м. Корсунь-Шевченківський Черкаської області .

### Освіта
Закінчила Корсуньське педагогічне училище (1955), Київський державний університет ім. Тараса Шевченка (1971, спеціальність «російська мова і література»).

### Діяльність
Протягом 1988 по 1990 рік працювала керівником Корсунь-Шевченківського педагогічного училища.
З 1991 р. працювала в Уманському державному педагогічному університеті імені Павла Тичини на викладацькій роботі. З 1994 р. — декан педагогічного факультету, з 2003 р. — директор Інституту соціальної та мистецької освіти, з 2006 року — проректор з наукової роботи університету.
На посаді проректора ініціювала реорганізацію відділу наукових досліджень університету в науково-дослідну частину. Створено відділи: редакційний, інтелектуальної власності, інформаційно-аналітичний. За її активної участі видаються два фахових наукових збірники, внесених до переліку видань ВАК України: «Психолого-педагогічні проблеми сільської початкової школи», у якому Побірченко Н. С. — головний редактор, та періодичне видання «Історико-педагогічний альманах». Є керівником науково-дослідної держбюджетної теми.
Створила й очолила науково-дослідні лабораторії: «Проблеми сільської початкової школи» та «Педагогічне краєзнавство Черкащини», за її ініціативи створено Науково-дослідний центр педагогічного краєзнавства подвійного підпорядкування (Міністерства освіти і науки України та Академії педагогічних наук України), в рамках досліджень якого створено відділення з вивчення творчої спадщини О. А. Захаренка — заслуженого вчителя України, видатного українського педагога XX століття.
Автор більше 150 наукових праць у галузі історико-педагогічних надбань українського народу, зокрема, монографій «Педагогічна і просвітницька діяльність українських Громад у другій половині ХІХ — на початку ХХ століття», «Проблеми національного виховання в творчості Івана Нечуя-Левицького», «Питання національної освіти та виховання в діяльності українських Громад (др. пол. ХІХ — поч. ХХ ст.)» та посібників «Педагогічне краєзнавство» і «Антологія педагогічного краєзнавства Черкаського краю».
За роки роботи в університеті Тичини професор Побірченко Н. С. створила свою наукову школу. Під її керівництвом здійснюють наукові дослідження аспіранти, пошукачі, магістранти.
Член спеціалізованих вчених рад Інституту вищої освіти Національної Академії педагогічних наук України та Харківського державного педагогічного університету ім. Г. С. Сковороди, президії Черкаського обласного комітету профспілки працівників освіти і науки.
Нагороджена нагрудними знаками «За наукові досягнення», «Відмінник освіти України», неодноразово нагороджувалася грамотами Міністерства освіти і науки України, відзнаками Черкаської обласної та Уманської міської рад. Їй присуджена друга премія Академії педагогічних наук України за навчальний посібник-хрестоматію «Маловідомі першоджерела української педагогіки» в номінації «За найкращу науково-методичну роботу для вчителів, викладачів» (2005 р.). Лауреат Обласної премії імені О. А. Захаренка (2008 р.).